# Коли світи зіштовхнуться (роман)
«Коли світи зіштовхнуться» (англ. When Worlds Collide) — науково-фантастичний роман американських письменників Едвіна Белмера та Філіпа Вайлі, в якому зображено відчайдушні спроби людства врятуватися перед неминучим знищенням Землі. Його продовженням є роман «Після зіткнення світів» (1934 рік).

## Зміст
Астроном із Південно-Африканської республіки Свен Бронсон виявляє, що пара планет, яким він дав імена Бронсон Альфа і Бронсон Бета, незабаром потраплять до Сонячної системи. Через 8 місяців вони пройдуть досить близько, щоб завдати значних руйнувань Землі. Через 16 місяців, після кружляння орбітою навколо Сонця, Бронсон Альфа повернеться, загрожуючи знищити Землю, після чого залишить Сонячну систему. Втім Бронсон Бета можливо залишатися і отримає стійку орбіту навколо Сонця.
Вчені, очолювані Коулом Нендроном, працюють над створенням ракети над атомному паливі для транспортування достатньої кількості людей, тварин та обладнання до Бронсон Бета в спробі врятувати людський рід. Різні країни роблять те ж саме, проте немає матеріалу, здатного витримати жар атомного вихлопу. Сполучені Штати евакуюють прибережні штати під час підготовки до першої зустрічі з планетами, щоб врятуватися від припливу. Під час наближення планет спостерігачі бачать у своїх телескопах міста на Бронсон Бета. Приливні хвилі підіймаються на висоту 230 м, вулканічні виверження і землетруси додають смертельної шкоди. Все це триває понад 2 дні. Бронсон Альфа руйнує Місяць.
Частина вчених з величезними труднощами отримують дорогоцінний зразок надзвичайно жаростійкого металу, який здатен вирішити останню технічну перешкоду — витримати тепло атомного вихлопу достатньо довго.
За 5 місяців до знищення Землі, ірландські гангстери нападають на науковий табір, де розробляється ракета, з метою її захопити. Більше половини людей Гендрона гине, але зрештою вдається відбити напад. Незважаючи на перешкоди в подальшому, вдається спорудити 2 космічні кораблі, що можуть взяти до тисячі людей. Два американських кораблі злітають, але втрачають контакт один з одним. Також злітають кораблі з Європи, проте внаслідок недосконалості французький космоліт вибухає. Один з американських кораблів здійснює успішну посадку на Бронсон Бета, втім йому нічого невідомо про інші космічні кораблі. Американці виявляють, що Бронсон Бета придатна для життя, та бачать на ній дорогу.

## Екранізації
- 1951 року вийшов фільм «Коли світи зіштовхнуться».